# Bernard Labourdette
Bernard Labourdette   (Lurbe e Sent Cristau, 13 d'agost de 1946 - Lurbe e Sent Cristau, 20 de juliol de 2022) va ser un ciclista francès, que fou professional entre 1969 i 1977. La seva principal victòria fou una etapa al Tour de França de 1971. Durant la seva carrera esportiva va ser company d'equip de ciclistes com Luis Ocaña, a l'equip del Bic, Bernard Thévenet o Raymond Poulidor.

## Palmarès
- 1969
  - 1r a Lubersac
- 1970
  - 1r a Beaulec
  - Vencedor d'una etapa de la Volta a La Rioja
- 1971
  - 1r a Bain-de-Bretagne
  - 1r a Meymac
  - Vencedor d'una etapa al Tour de França
  - Vencedor d'una etapa de la Volta al País Basc
  - Vencedor d'una etapa del Critèrium del Dauphiné Libéré
- 1972
  - 1r a Dunières
  - 1r a Pommerit-le-Vic
  - 1r a l'Etoile des Espoirs
- 1973
  - 1r a Auzances

### Tour de França
- 1969. 25è de la classificació general
- 1970. 33è de la classificació general
- 1971. 8è de la classificació general. Vencedor d'una etapa
- 1972. Abandona (13a etapa)
- 1973. 21è de la classificació general
- 1974. 20è de la classificació general
- 1975. Abandona (11a etapa)
- 1976. 41è de la classificació general

### Volta a Espanya
- 1971. 17è de la classificació general
- 1972. 10è de la classificació general
- 1973. 14è de la classificació general